# Мартинов Володимир Володимирович (футболіст)
Володимир Володимирович Мартинов (нар. 6 квітня 1976, Темиртау, КазРСР) — український футболіст, півзахисник. Майстер спорту України. Після анексії Криму взяв російське громадянство й почав тренувати місцеві аматорські футбольні клуби.

## Життєпис
Народився в Темиртау, нині Казахстан. Вихованець СДЮШОР «Таврії», перший тренер — Леонід Чернов. У складі цього клубу в 1993 році й розпочав дорослу футбольну кар'єру, а в сезоні 1996/97 років на правах оренди захищав кольори «Динамо» з міста Саки.
Також виступав за команди: «Титан» (Армянськ), Славутич-ЧАЕС, «Прикарпаття», «Енергетик» (Бурштин), «Нива» (Вінниця), «Полісся» (Житомир), «Закарпаття», донецький «Металург», «Зоря». У «Кримтеплиці» був капітаном команди.
Із заслуженим тренером України Анатолієм Заяєвим грав у 2-ох командах: «Таврії» і «Прикарпаття». У вищому дивізіоні провів 42 матчі, забив 2 м'ячі. У 2006 році через конфлікт з наставником «Кримтеплиці» перейшов в «ІгроСервіс» і став капітаном цього клубу.
У 2014 році прийняв російське громадянство й очолив клуб ТСК. 21 липня 2015 року став тренером «Євпаторії». 1 січня 2017 року став головним тренером «Євпаторії». У квітні 2017 року взяв участь у Всесвітніх іграх ветеранів спорту в Новій Зеландії в складі російської збірної.

## Досягнення
- Кубок України
  -  Фіналіст (1): 1993/94

- Перша ліга чемпіонату України
  -  Бронзовий призер (1): 2004/05

- Друга ліга чемпіонату України
  -  Чемпіон (1): 2000/01

- Кубок Другої ліги
  -  Володар (1): 2000/01

## Особисте життя
Одружений, дружину звуть Сюзанна. Разом виховують доньку Анастасію.